# ラーダ・ヴェスタ
ラーダ・ヴェスタ（LADA Vesta、 ロシア語: Лада Веста   ）は、ロシアの自動車メーカーアフトヴァースが製造・販売する自動車ブランド、ラーダの1車種。 

## 概要
ラーダ車ラインナップ中のラーダ・プリオラを代替した。以前はフィアットのモデルをベースに造られていたが、アフトヴァースが日産・ルノー傘下に加入後の2015年からの現行モデルは日産車をベースに生産されるようになった。ヴェスタのベースは日産のグローバルモデルであるダットサン・mi-DOである。ヴェスタの販売は2015年11月25日に開始され、49,635台を売り上げて2018年前半に最も売れた国産車となり、同年の終わりには108,364台を売り上げてロシアで最も売れた車となった。 
搭載しているエンジンはVAZ21129である。ボア82mm、ストローク75.6mmであるが、これはダットサン・mi-DOのエンジンと同サイズであるので、同じ設計のエンジンを使っていることになる。 
ラーダ・ヴェスタは、ダットサン・mi-DOよりも設計が新しく、最新の技術を盛り込んであり、安全性も高い。デザインを含めた商品的魅力も高い。そのおかげで、ロシアでは人気が高い。ラーダブランドは、ロシアでは量販ブランドで第1位となっている。

## 開発
車の開発コストは約65億ルーブルに達した。 最初の試作ボディは、2014年11月5日にイジェフスクで溶接された。2015年2月6日、ヴェスタ最初のボディがイジェフスクで通しの工程を用いて溶接・塗装がされた。2015年9月25日、量産を開始する厳粛な式典が行われた。 
最初のセダンは2015年11月25日に発売され、次にハッチバック が販売されると想定されていたが、その後計画が変更され、2017年にステーションワゴンとオフロードバージョンの量産が開始された。 
ロシアでのヴェスタセダンは3つの基本トリムで販売。当初予定の価格は約40万ルーブルで、その後アフトヴァースのBu Andersson社長は50〜55万ルーブルに価格を上げることを決定。2015年11月24日に、最終的な最低販売価格が514,000ルーブルと発表された。2016年12月の時点で、価格は529,000ルーブルから。2017年11月末の価格は554,900ルーブルから。 

### 2019年改良
2019年11月25日に、リニューアルされたヴェスタの販売が開始された。 主な変更点は、ルノー・H4Mkエンジンと連携して動作するJatco JF015E型CVT搭載車の登場。CVTを搭載したにもかかわらず、178mm（「クロス」仕様では203mm）の高い地上高を維持することができた。 
- サイドミラーの空力を改善、電動格納。
- ステアリングホイールの電気ヒーター。
- コーナリングライト機能付きフォグランプ。
- ドアが簡単に開くのを防ぐドアストップ。
- フレームレスワイパーブレード。
- カップホルダーがより深くなった。
- シャークアンテナと、セダンのカップホルダー付きリアアームレスト。

### リスタイル
2019年末から2020年初頭に、スタイル変更モデル「ヴェスタFL」のリリースが計画されている。完全に新しいフロントフェイシア、ドアトリム、およびセンターコンソールを装着する。インテリアも変更されエアコンユニットが組み合わされたマルチメディアシステムのタブレットが装備される。その革新性は車の外装にも影響を与え、新しいバンパーとラジエーターグリルさらに前後ライトも異なるデザインとなる。 

## 技術仕様
全長はプリオラの寸法を超え、4.41m（セダンおよびステーションワゴン）。  
ラーダ・Bプラットフォームを使用しており、未実現のLada Cプロジェクト（2006）をさらに処理。デザインは「LADA XRAY」コンセプトカーに基づいている。L字型のレバーと5度の新しいステアリングナックルとキャスターを備えた完全にオリジナルのフロントサスペンションを採用、ステアリングはルノー・メガーヌからのものとされている。ステアリングコラムは、全グレードででチルト・テレスコピック可能。ブレーキやラジエーターなどの一部のコンポーネントは、ルノー - 日産の設計から借用されている。 
- 最も人気のある21129エンジン
- インテリア

## グレード
基本仕様の「クラシック」、中級の「コンフォート」、トップの「ラックス」の3つの基本グレードがある。 セダンについては、シンプルなスタンダードパッケージとトップエンドのエクスクルーシブパッケージも用意されている。すべてのトリムレベルにはオプションがある。クラシックは「スタート」、コンフォートは「マルチメディアとイメージ」、ラックスは「マルチメディアとプレステージ」。

### バリエーション
- Vesta Cross - 5人乗りオフロードセダン。
- Vesta CNG - 圧縮天然ガス（メタン）とガソリンの2種類の燃料を使用できるようにする変更。
- Vesta SW - 5人乗りのステーションワゴン。
- Vesta SW Cross - 5人乗りクロスカントリー型ステーションワゴン。
- Vesta SW Sport - 5人乗りスポーツステーションワゴン。アフトヴァースは、2020年の第3四半期にこのプロジェクトの量産を計画している。
- Vesta Sport - 「ラックス」仕様にオリジナルのバンパー、サイドシルのスカート、トランクリッドスポイラーを装着した5人乗りセダン。1.8リッターのVAZ-21179型ガソリンエンジンが搭載されており、ルノーJR5型5速マニュアルギアボックスと組み合わされている。エンジン出力は145馬力、トルクは184 Nm、最高速度は193km/h[11]。初の公式発表は2018年8月29日、モスクワ国際自動車ショーのクロッカスエキスポコンプレックスで行われ、2019年1月31日に販売が開始された。

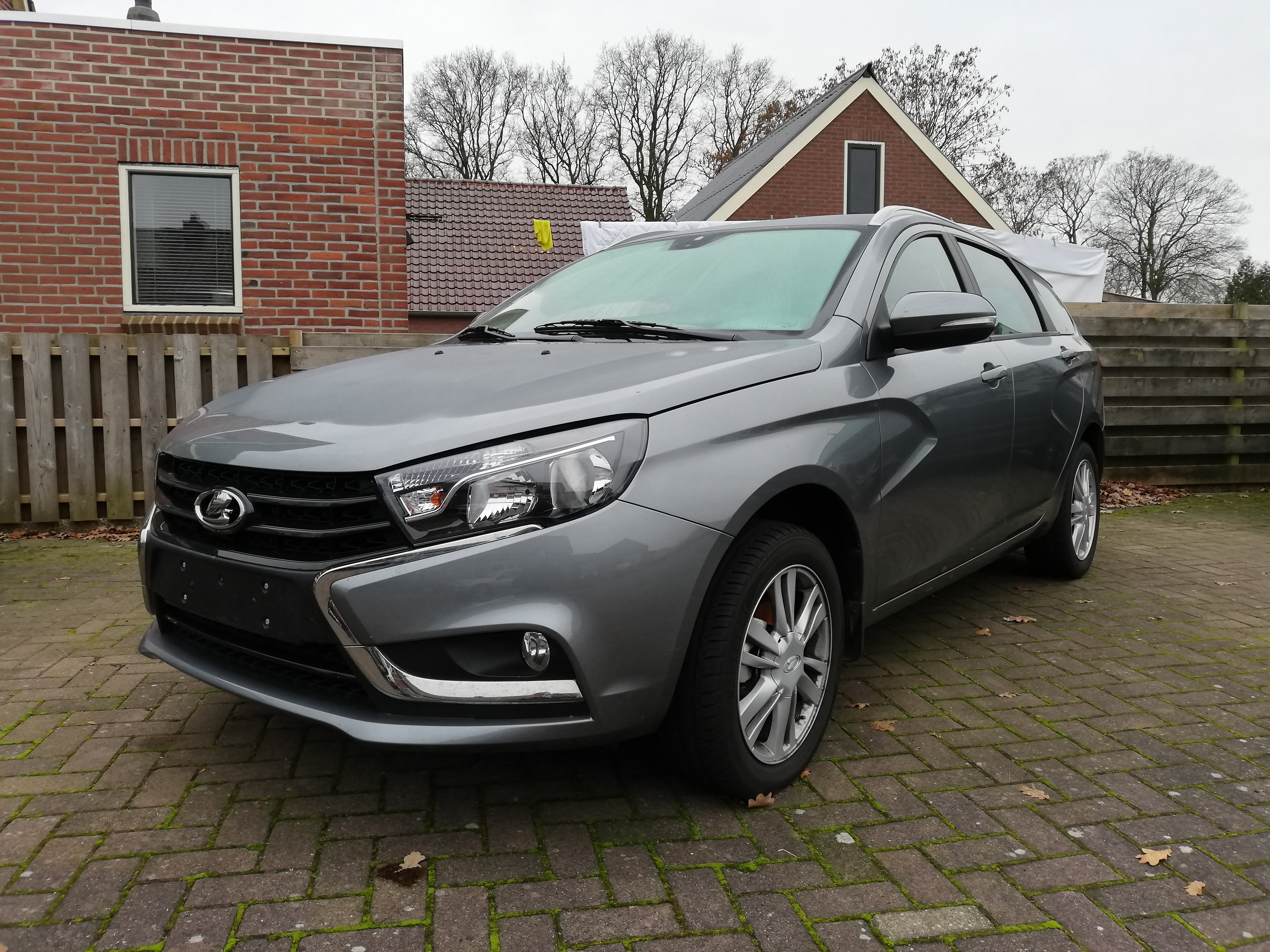
ヴェスタSW
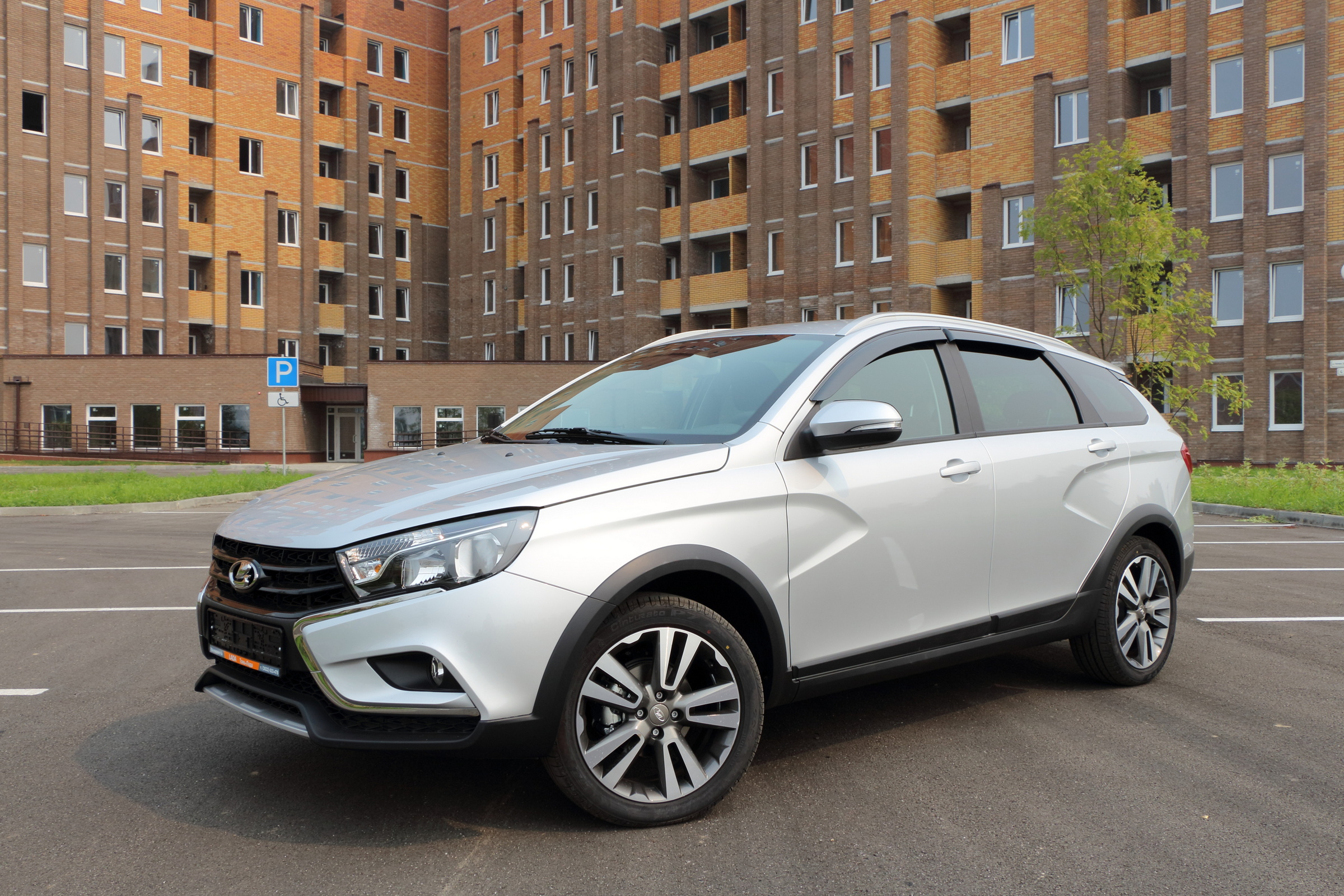
ヴェスタSWクロス
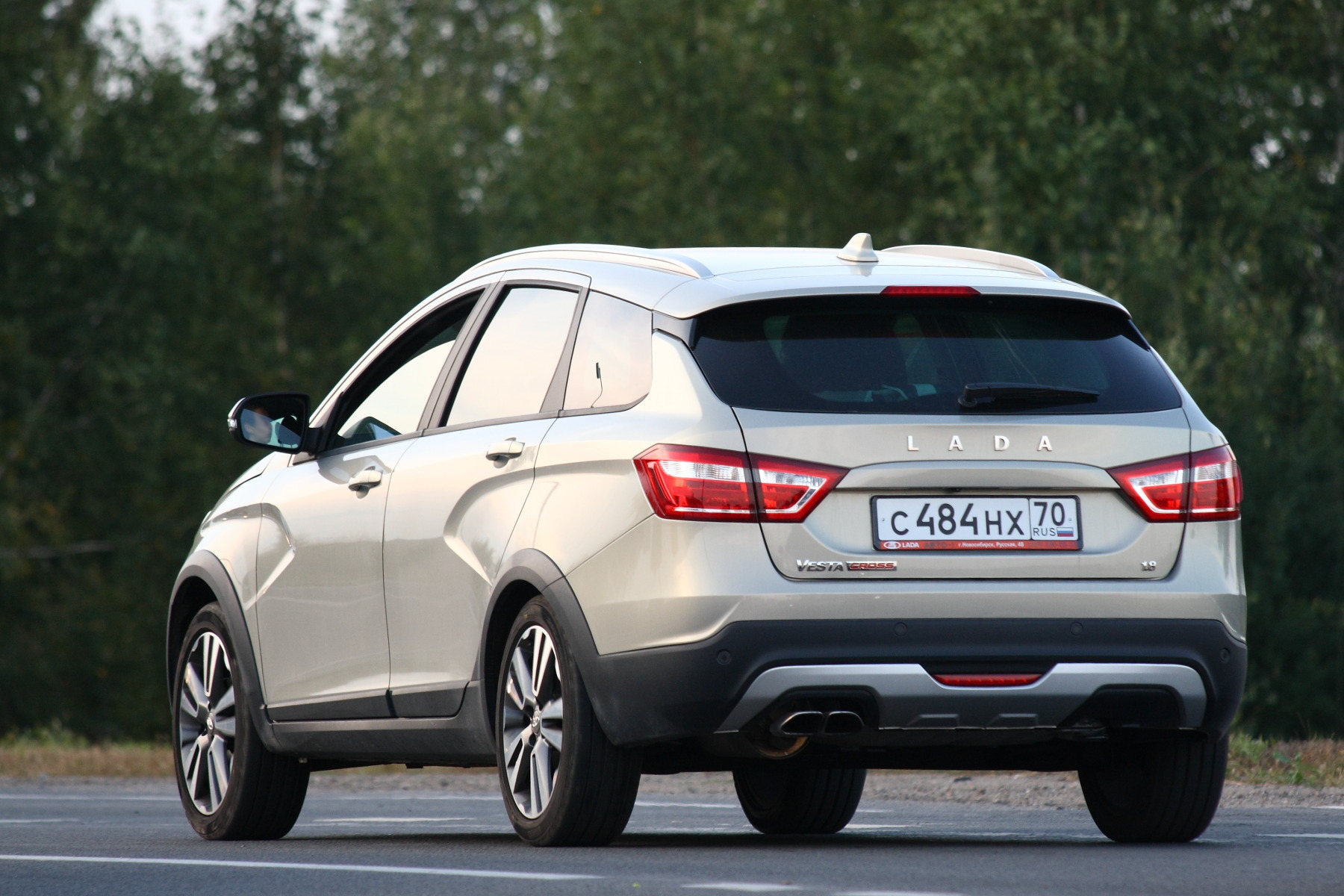
ヴェスタSWクロス-リア

## 安全性
| ARCAP                                                         |              |
|                                                               |              |
| 乗客の安全 （正面衝突）                                       | 16点中14.1点 |
| テスト済みモデル： ラーダ（VAZ）ヴェスタ、5ドアセダン（2016） |              |

ARCAPメソッドを使用した「Auto Review」によるクラッシュテストの結果、ヴェスタは16点中14.1点を獲得、「4つ星」の評価を得た。ヴェスタは、フォード・フォーカスや初代ヒュンダイ・ソラリスなどよりも安全との評価である。ヴェスタを上回るのは第2世代のヒュンダイ・ソラリスとフォルクスワーゲン・ポロのみ。 2016年、上級の「ラックス」仕様にサイドエアバッグの装着が始まった。 
| ARCAP                                                         |              |
|                                                               |              |
| 乗客の安全 （正面衝突）                                       | 16点中15.1点 |
| テスト済みモデル： ラーダ（VAZ）ヴェスタ、5ドアセダン（2018） |              |

2018年、アフトヴァースは自動車の安全性をわずかに改善。「Auto Review」衝突テストの過去の結果に1ポイントが追加。結果：16点中15.1点、5つ星。フォルクスワーゲン・ポロよりも安全であるとの評価になり、ヴェスタより高い評価なのは、16点中16点と5つ星を獲得した第2世代のヒュンダイ・ソラリスのみである。 

## モータースポーツ

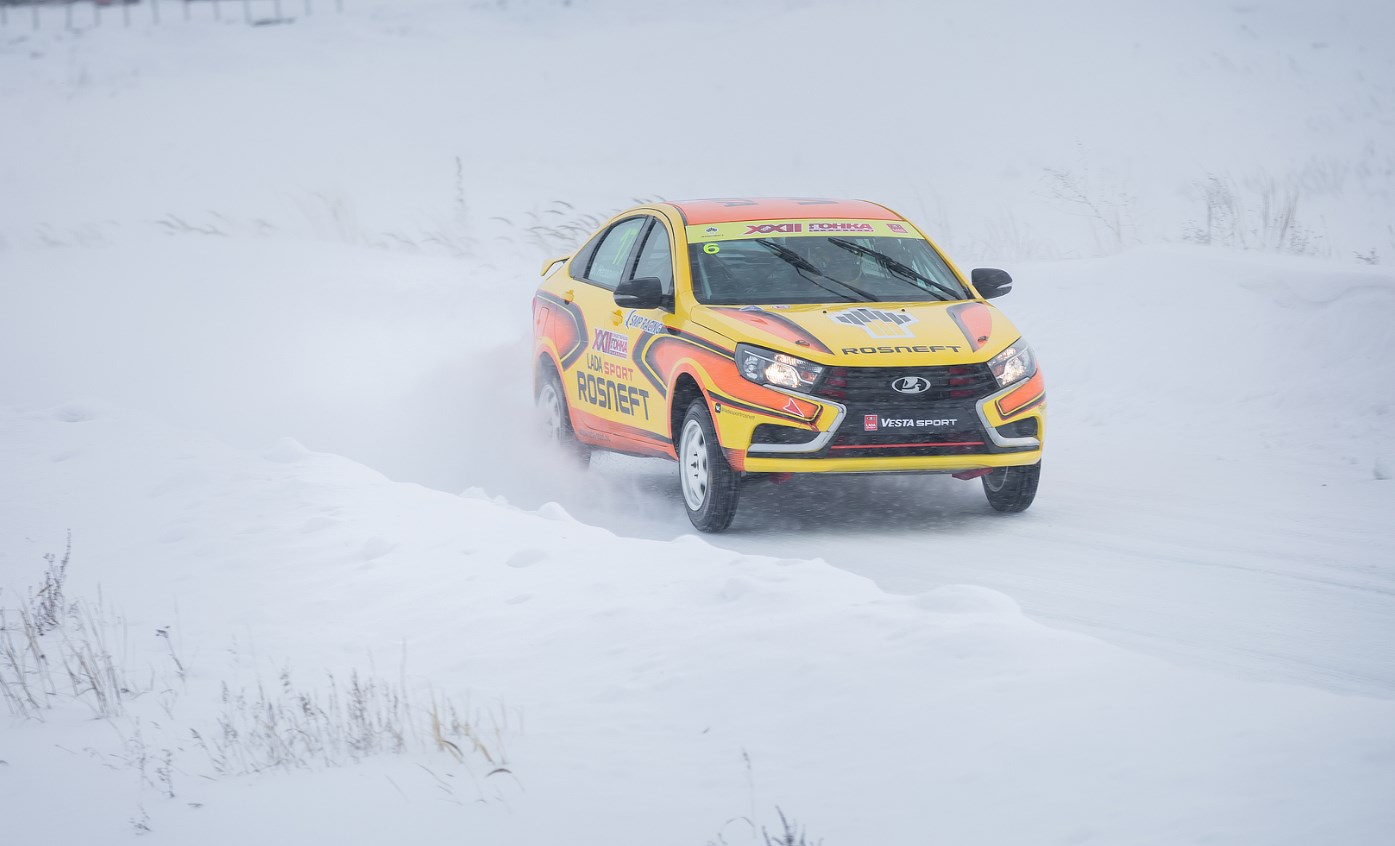
LADA Vesta Sport クリスマスチャンピオンレース、2019

LADAスポーツファクトリーチームが世界ツーリングカー選手権に2015年と2016年、380馬力の1.6リッターターボエンジンを搭載したラーダ・ヴェスタTC1で参加した。フランスの会社Orecaがグローバルレースエンジン（「ワールドレーシングエンジン」）の規制の下で製作するがチームはメーカーの中で3位に終わった。2016年シーズンにWTCCで3勝の記録を含む9回の表彰台にのぼり、全レースで最良の結果を示すことができた。一方、2017年までに世界選手権は深刻な危機に瀕し、LADAスポーツ（およびCitroën Racing）は撤退することを決めた。レーシング・ヴェスタ自体はその年、イタリアのプライベートチームRC Motorsportによって使用された。ヴェスタのパイロットはWTCCで19回の表彰台を獲得（4回の勝利を含む）。

## 公共用途

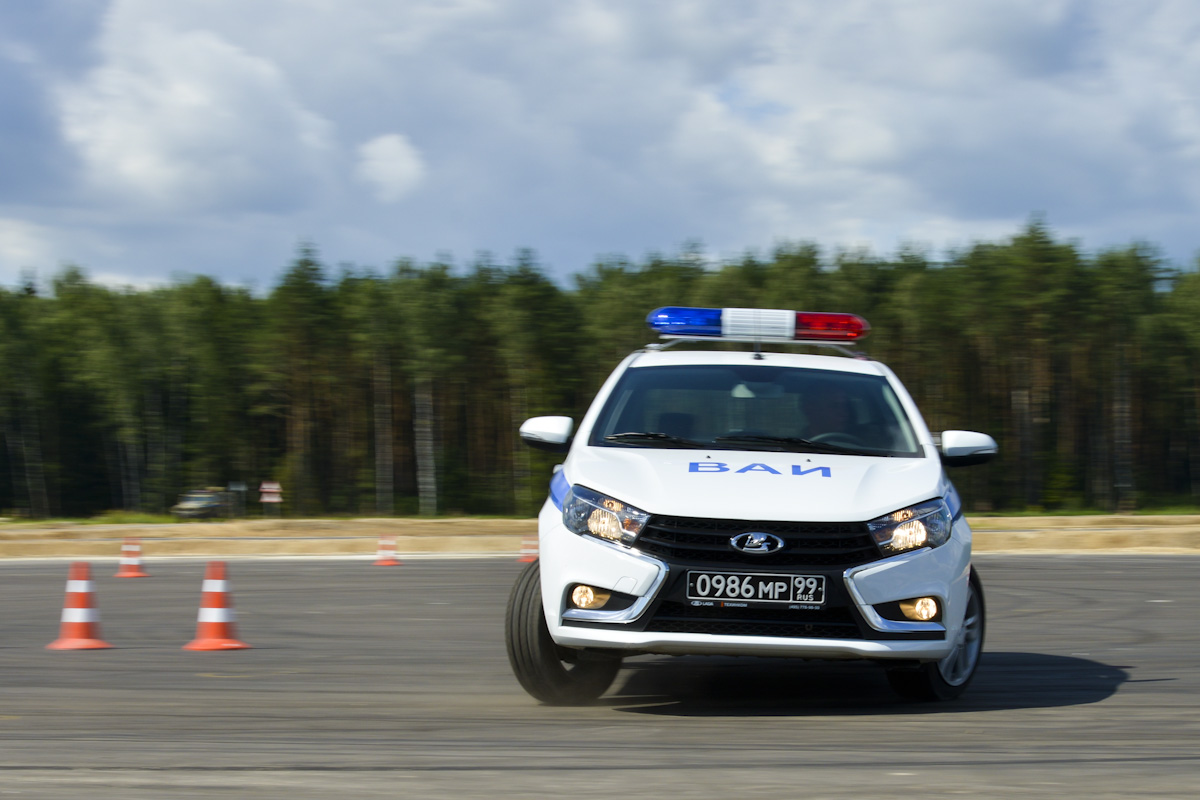
ラーダ・ヴェスタの警察バージョン

2019年1月現在、少なくとも100台の車がロシア連邦の交通警察とロシアのさまざまな地域の交通警察で運用されている。特に、ヴェスタはサンクトペテルブルクのニジニノヴゴロドとスヴェルドロフスクの地域、およびウドムルト共和国で使用されている。

## 受賞歴
- コンパクトクラスの経済的魅力に対するマーカス賞（オーストリア、2018年）[22]。